# Kluisbergen
Kluisbergen este o comună neerlandofonă situată în provincia Flandra de Est, regiunea Flandra din Belgia. La 1 ianuarie 2008 avea o populație totală de 6.382 locuitori. 

## Geografie
Comuna actuală Kluisbergen a fost formată în urma unei reorganizări teritoriale în anul 1977, prin înglobarea într-o singură entitate a 4 comune învecinate. Suprafața totală a comunei este de 30,38 km². Comuna este subdivizată în secțiuni, ce corespund aproximativ cu fostele comune de dinainte de 1977. Acestea sunt:
| - I. Berchem - II. Ruien - III. Kwaremont - IV. Zulzeke |

Localitățile limitrofe sunt:
- Comuna Ronse:
  - a. Ronse
- Comuna Maarkedal:
  - b. Nukerke
- Comuna Oudenaarde:
  - c. Melden
- Comuna Wortegem-Petegem:
  - d. Elsegem
- Comuna Avelgem:
  - e. Kerkhove
  - f. Waarmaarde
  - g. Avelgem
- Comuna Mont-de-l'Enclus:
  - h. Orroir
  - i. Amougies
  - j. Russeignies

## Localități înfrățite
- Franța: Guînes.